# Lundellianthus steyermarkii
Lundellianthus steyermarkii là một loài thực vật có hoa trong họ Cúc. Loài này được (S.F.Blake) Strother mô tả khoa học đầu tiên năm 1989.